# Amblyscopa isophaea
Amblyscopa isophaea är en fjärilsart som beskrevs av Edward Meyrick 1922. Amblyscopa isophaea ingår i släktet Amblyscopa och familjen konkavmalar. Inga underarter finns listade i Catalogue of Life.